# الدوري الإيطالي الدرجة الرابعة 2015–16
الدوري الإيطالي الدرجة الرابعة 2015–16 (بالإيطالية: Serie D 2015-2016)‏ هو الموسم 68 من الدوري الإيطالي الدرجة الرابعة. أقيم خلال الفترة 6 سبتمبر 2015 وحتى 5 يونيو 2016، وكان عدد الأندية المشاركة فيه 171، وفاز فيه فيتربيسي 1908.